# Becski Irén
Becski Irén (Sárközújlak, 1900. december 2. – 1982) magyar költő, lélektani szakíró. Becsky Andor húga. Brassai Viktor felesége, korábban Hamburgné Becski Irén. Fia Hamburg Péter matematikus. Lánya Kende B. Hanna pszichológus, szakíró.

## Életútja
A kolozsvári egyetemen szerzett orvosi diplomát. Bécsben a Lázár klinikán szakosodott, majd Budapesten az Állami Gyógypedagógiai Intézetben dr. Szondi Lipót főorvos mellett dolgozott. Később a kolozsvári gyermek-ideggyógyászati klinikán lett egyetemi adjunktus, magánklinikáján ideges, anorexiás, figyelemzavaros gyerekek ambuláns és bentlakásos kezelését vállalta. Első versei a nagyváradi Tavasz és Magyar Szó (1919) hasábjain jelentek meg, majd a Keleti Újságban, Napkeletben (1920-22), Vasárnapi Ujságban (1924) és Nyugatban (1928). Lefordította Max Brod Reubeni, a zsidók fejedelme című regényét (Új Kelet 1928). Tevékeny szerepe volt férje, Brassai Viktor előadóművész és költő antifasiszta szavalóestjeinek megszervezésében. Főleg gyermeklélektani szakcikkei tájékoztató jelleggel napilapokban jelentek meg.